# Blondie (banda)
Blondie é uma banda norte-americana de rock formada na cidade de Nova Iorque, em 1974 pela vocalista Debbie Harry e o guitarrista Chris Stein. O grupo alcançou grande popularidade no final dos anos 1970 e início dos anos 1980. Foram um dos pioneiros nos gêneros musicais punk rock e new wave. Os seus dois primeiros álbuns continham fortes elementos desses gêneros, e, embora bem sucedidos no Reino Unido e na Austrália, Blondie era considerada como uma banda underground nos Estados Unidos até o lançamento de Parallel Lines em 1978. Ao longo dos próximos três anos, a banda lançou vários singles de sucesso,  incluindo "Call Me", "Atomic" e "Heart of Glass" e tornou-se conhecida por sua mistura eclética de estilos musicais que incorporam elementos de disco, pop, reggae, e rap.
Blondie se separou após o lançamento de seu sexto álbum de estúdio The Hunter em 1982. Debbie Harry continuou em carreira solo com resultados variados depois de parar por alguns anos para cuidar de seu namorado Chris Stein, que foi diagnosticado com pênfigo, uma rara doença auto-imune da pele.
A banda reformou em 1997, alcançando novo sucesso com o single "Maria" que se tornou número um no Reino Unido, em 1999, exatamente 20 anos após seu primeiro n.º 1 na parada britânica, "Heart of Glass".
O grupo visitou e tocou em todo o mundo durante os anos seguintes, e foi introduzido no Hall da Fama do Rock and Roll em 2006. Blondie já vendeu cerca de 40 milhões de discos em todo o mundo e ainda está ativa atualmente. O nono álbum de estúdio da banda, Panic of Girls, foi lançado em 2011, e seu décimo, Ghost of Download, foi lançado em 2014. Em 2017, lançou o álbum Pollinator.

## Início de carreira

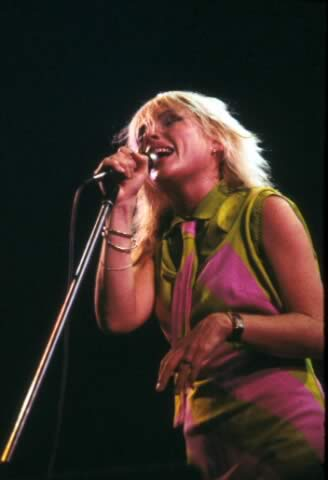
Debbie Harry, vocalista da banda durante show em Nova York em 1979

Após se conhecerem na banda The Stilettos, Debbie Harry e Chris Stein formaram os Angel and the Snakes, na qual integravam o baterista Clem Burke, Jimmy Destri no teclado e o baixista Gary Valentine, mudando depois o nome para Blondie, inspirado pelos comentários de caminhoneiros que frequentemente gritavam Hey Blondie! para Deborah ao passar na estrada.
Começaram por tocar no CBGB em Nova Iorque e lançaram o seu álbum de estreia, Blondie, em 1976, que alcançou sucesso comercial primeiramente no Reino Unido. Plastic Letters, o segundo disco da banda alcançou duas músicas nas paradas britânicas. Em 1978, através do sucesso Heart of Glass, a banda alcançou sucesso mundial, tornando-se um dos ícones da New wave. Voltaram a fazer sucesso com a música Call Me, de Giorgio Moroder, que foi tema dos filmes Gigolô Americano e A Noiva de Chucky. Depois de problemas internos, reuniram-se em 1982 para lançar The Hunter e pôr um fim temporário à banda, que só voltaria a gravar em 1999, com o grande sucesso de Maria, do álbum No Exit.

## Discografia
- Blondie (1976)
- Plastic Letters (1977)
- Parallel Lines (1978)
- Eat to the Beat (1979)
- Autoamerican (1980)
- The Hunter (1982)
- No Exit (1999)
- The Curse of Blondie (2003)
- Panic of Girls (2011)
- Ghost of Download (2014)
- Pollinator (2017)